# KRT77
KRT77 هوَ كيراتين.